# Alan Scott
Alan Scott, também chamado de Lanterna Verde da Era de Ouro, Lanterna Verde da Terra Paralela, Lanterna Verde da Terra 2 ou Sentinela, é um super-herói fictício da DC Comics, e o primeiro herói terrestre (e também dos quadrinhos) a se chamar Lanterna Verde, muitos anos antes de Hal Jordan. Alan é um conhecido membro da Sociedade da Justiça. Criado por Bill Finger e Margin Nodell, personagem apareceu pela primeira vez em uma revista em quadrinhos em julho de 1940, em um título da All-American Comics.
Um dos primeiros vilões a enfrentar foi Arlequina (Molly Mayne-Scott), na qual tinha a identidade secreta de funcionária na rádio WXYZ e de inimiga e mais tarde sua esposa. Nos anos 40, ele possuía um ajudante canino, Streak, o Cão Maravilha. Ele é pai dos gêmeos Jade (Jennie-Lynn Hayden) e Manto Negro (Todd James Rice), fundadores da Corporação Infinito, com a vilã da Era Ouro, Espinho (Rose Canton). Além de ser proprietário e presidente da emissora Gotham Broadcasting Company (GBC). Após os Novos 52, atendendo a necessidade da DC Comics de adicionar mais diversidade, James Robinson torna sua versão da (nova) Terra-2 homossexual.

## Criação
O personagem foi criado por Martin Nodell. Sua primeira aparição foi na edição 16 da revista All-American Comics, em Julho de 1940.
Nodell se inspirou no trabalho de um funcionário do metrô de Nova Iorque, que orientava o tráfego dos trens com duas lanternas: uma de cor vermelha para parar os trens e outra de cor verde para liberá-los.

## Origem
Há muito tempo, um estranho meteoro verde caiu na Terra, e seu poder manifestou uma luz verde. Transforado em lanterna. Alan Wellington Scott era engenheiro e trabalhava na empresa American Southwest, na qual projetava ferrovias. Em 1939, um homem chamado Dekker, seu rival nos negócios, sabotou uma ponte ferroviária projetada pela equipe de Alan. Quando foram testar a passagem da locomotiva através da ponte, Dekker detonou explosivos e descarrilou o comboio, matando todos a bordo, com exceção de Scott, que foi salvo graças a estranha lanterna ferroviária que emitia uma luz esverdeada, encontrada instantes antes do terrível acidente.
Alan encontrou a misteriosa lanterna, momentos antes do acidente, que começou a emitir luz esverdeada e de dentro, uma entidade começou a falar com ele, explicando sobre sua missão como Lanterna Verde. Scott também foi orientado a fazer um anel com uma peça do artefato que lhe conferiu poderes. O anel só precisava ser recarregado a cada 24 horas na bateria da lanterna. Os poderes do anel não funcionavam contra madeira.
Conseguiu levar todos os responsáveis pela sabotagem à justiça, graças aos poderes do anel. Em seus primeiros anos de combate, limitava-se a combater os criminosos da época com a "ajuda" de Doiby Dickles, um humano normal, taxista, que adorava bater nos criminosos pegos pelo Lanterna. Alan lutou ao lado de outros super-heróis da década de 40 na Sociedade da Justiça da América.
Apesar de se chamar Lanterna Verde, Alan não faz parte da Tropa dos Lanternas Verdes.
Muitos anos a frente, ele descobriria que a lanterna foi feita do lendário Coração Estelar.
Após Zero Hora, Alan Scott desistiu por algum tempo do título de Lanterna Verde, que ele abdicou em favor de Kyle Rayner, e passou a usar a alcunha de O Sentinela.

## Pré-Crise
Alan Scott habitava a dimensão da Terra 2 antes de Crise nas Infinitas Terras. Após Crise, este fato é desconsiderado, tendo ele surgido em nossa própria dimensão, assim como seus familiares.
Durante a Crise Infinita, ele perdeu um olho. e usa um tampão.

## Futuro alternativo
Em o Reino do Amanhã, Alan Scott é ainda o Lanterna Verde. Ele forjou uma armadura que é energizada pelo Coração Estelar.

## Habilidades e poderes
Os poderes do anel de Alan são parecidos aos anéis padrões da Tropa dos Lanternas Verdes. Entretanto, esses poderes são de origem mágica e não funcionam contra madeira e objetos de madeira, em vez de amarelo. Fora isso, Alan Scott é um lutador e inventor competente.
Enquanto Hal Jordan confia mais em seu anel, Alan Scott usava mais a força bruta na hora de combater vilões. Ele costumava usar o anel só quando necessário.

## Vida pessoal
Alan casou-se com Rose Canton, que ele não sabia ser a vilã conhecida como A Espinho. Ela forjou a morte na noite de núpcias, mas escapou grávida de Alan. Ela deu à luz gêmeos, que se tornaram posteriormente Jade e Manto Negro, dois membros da Corporação Infinito.
Foi revelado pela DC Comics que Alan Scott será reintroduzido na cronologia surgida em Os Novos 52 como um personagem homossexual.

## Inimigos
- Onda Mental
- Solomon Grundy
- A Espinho
- A Arlequin
- Sky Pirate
- Vandal Savage
- Mestre dos Esportes